# Terry Richardson (photographe)
Pour les articles homonymes, voir Terry Richardson et Richardson.
Terry Richardson, né le 14 août 1965 à New York, est un photographe de mode américain. 
Il a réalisé des campagnes publicitaires pour des marques telles que Supreme, Marc Jacobs, Aldo, Tom Ford et Yves Saint Laurent. 
Ses photos ont été publiées dans les pages de nombreux magazines notamment Rolling Stone, Vogue, Harper's Bazaar, GQ, Dazed & Confused, I-D, ou encore Vice. 
Accusé d'inconduite sexuelle, il n'a plus la permission de travailler pour des magazines tels que Vogue, Vanity Fair, GQ ou encore Glamour depuis 2017 . 

## Jeunesse
Né à New York en 1965, Terry Richardson grandit à Los Angeles. Il a une enfance mouvementée, son père étant diagnostiqué comme schizophrène. 
S'il passe une grande partie de son adolescence sur la Côte Ouest dans le milieu punk de Los Angeles, il rejoint la scène underground de l'East Village à New York, dès le début des années 1990.
Plus tard, la photo l'aidera à se détacher d'un père tyrannique. 

## Carrière

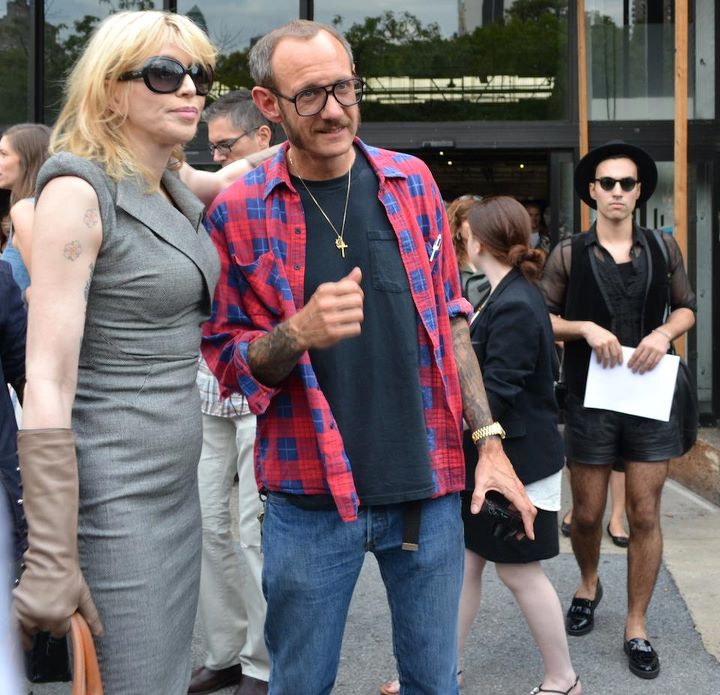
Richardson (à droite) avec Courtney Love à la Fashion Week de New York en 2011.

Terry Richardson a réalisé des photos pour des marques prestigieuses comme Sisley, Hugo Boss, Gucci, Jimmy Choo ou Miu Miu.
Il a notamment photographié les mannequins Kate Moss, Gisele Bündchen, Miranda Kerr, Candice Swanepoel, Cara Delevingne, Barbara Palvin ou Charlotte Free, ainsi que des célébrités comme Barack Obama, Rihanna, Beyoncé, Lady Gaga, Miley Cyrus,  Selena Gomez, Cameron Diaz, Amy Winehouse, Lana Del Rey, Kim Kardashian, Catherine Deneuve, Dennis Hopper, Faye Dunaway, Chloë Sevigny, Jackass, Matthew Gray Gubler, Lindsay Lohan, Johnny Depp, Sky Ferreira, Jared Leto, Christian Bale, Ben Stiller, Blake Lively et Leighton Meester. 
Il réalise aussi le clip de Miley Cyrus Wrecking Ball, sorti le 8 septembre 2013. 
Ses photographies apparaissent dans les magazines Rolling Stone, GQ, Vogue, Vanity Fair, i-D, Purple Magazine, Vice ou encore Lui.
Il a également travaillé pour le Calendrier Pirelli.

## Accusations de harcèlement sexuel
En 2013, le photographe est accusé d'exploiter sexuellement des jeunes filles par Rie Rasmussen. Selon elle, « il choisit des jeunes mannequins, les manipule pour qu’elles se déshabillent et prend des photos d’elles dont elles auront honte. Elles ont trop peur de refuser parce que leur agence leur a trouvé ce job, et qu’elles sont trop jeunes pour avoir le courage de leurs opinions ». Plusieurs témoignages de mannequins sont alors publiés sur le site Jezebel. 
Toutefois, il est défendu par Tom Ford et Anne Christensen ; d'après eux, le style provocateur et l'humour de Terry Richardson seraient à prendre au troisième degré.
Le 23 octobre 2017, le groupe de médias Condé Nast qui détient de nombreux magazines comme Vogue, Vanity Fair, GQ ou encore Glamour a pris la décision de bannir le photographe. Dans un email envoyé à tous les employés du groupe, le vice-président de Condé Nast déclare : 
« Tout shooting qui aurait été planifié ou déjà effectué par Terry Richardson mais pas encore publié doit être supprimé ou remplacé par d'autres contenus. Merci de confirmer que cette mesure sera immédiatement appliquée. Je vous remercie de votre coopération. »
En janvier 2018, une enquète est menée par le NYPD sur la base des accusations portées contre Terry Richardson par les mannequins Lindsay Jones et Caron Bernstein en décembre 2017.

## Vie privée
Terry Richardson a été marié à Nikki Uberti, et a eu une relation avec le mannequin Shalom Harlow.
Avec Alexandra Bolotow, ils sont les parents de Rex et Roman, jumeaux nés en mars 2016,.

## Filmographie
- Clip musical : Wrecking Ball - Miley Cyrus (2013)
- Clip musical : Do What U Want - Lady Gaga (2013)
- Clip musical : XO - Beyoncé (2013)